# Diessbach bei Büren
Diessbach bei Büren is een gemeente en plaats in het Zwitserse kanton Bern, en maakt deel uit van het district Seeland.
Diessbach bei Büren telt 950 inwoners.